# 扎沃爾日斯克
57°29′N 42°09′E / 57.483°N 42.150°E
扎沃爾日斯克 （俄语：Заво́лжск）是俄羅斯伊萬諾沃州的一個城市，位於伏爾加河北岸、基涅什馬對岸。距伊萬諾沃以東113公里。2002年人口13,455人。
1934年建立，1954年10月4日建市。